# Dürrbach (Seiwerath)
Dürrbach ist ein Weiler der Ortsgemeinde Seiwerath im Eifelkreis Bitburg-Prüm in Rheinland-Pfalz.

## Geographische Lage
Dürrbach liegt rund 1,7 km südöstlich des Hauptortes Seiwerath in leichter Tallage. Der Weiler ist ausschließlich von Waldgebieten umgeben. Durch den nördlichen Teil der Siedlung fließt der Sahlbach, durch den südlichen Teil der Thierbach. Dürrbach weist die Form einer Streusiedlung auf.

## Geschichte

### Burgberg
Das Gebiet um Dürrbach war schon früh besiedelt, was durch den Fund einer Abschnittsbefestigung auf dem Burgberg bestätigt werden konnte. 1940 fand man Trockenmauerwerk sowie Oberflächenfunde aus römischer Zeit. Möglicherweise handelt es sich um eine römische Höhensiedlung.

### Ortsgeschichte
Dürrbach entstand in der Zeit zwischen 1820 und 1830. Im Jahre 1840 umfasste Dürrbach insgesamt drei Gebäude.
In der Zeit um 1888 wurde am Thierbach eine Sägemühle betrieben.

## Kultur und Sehenswürdigkeiten

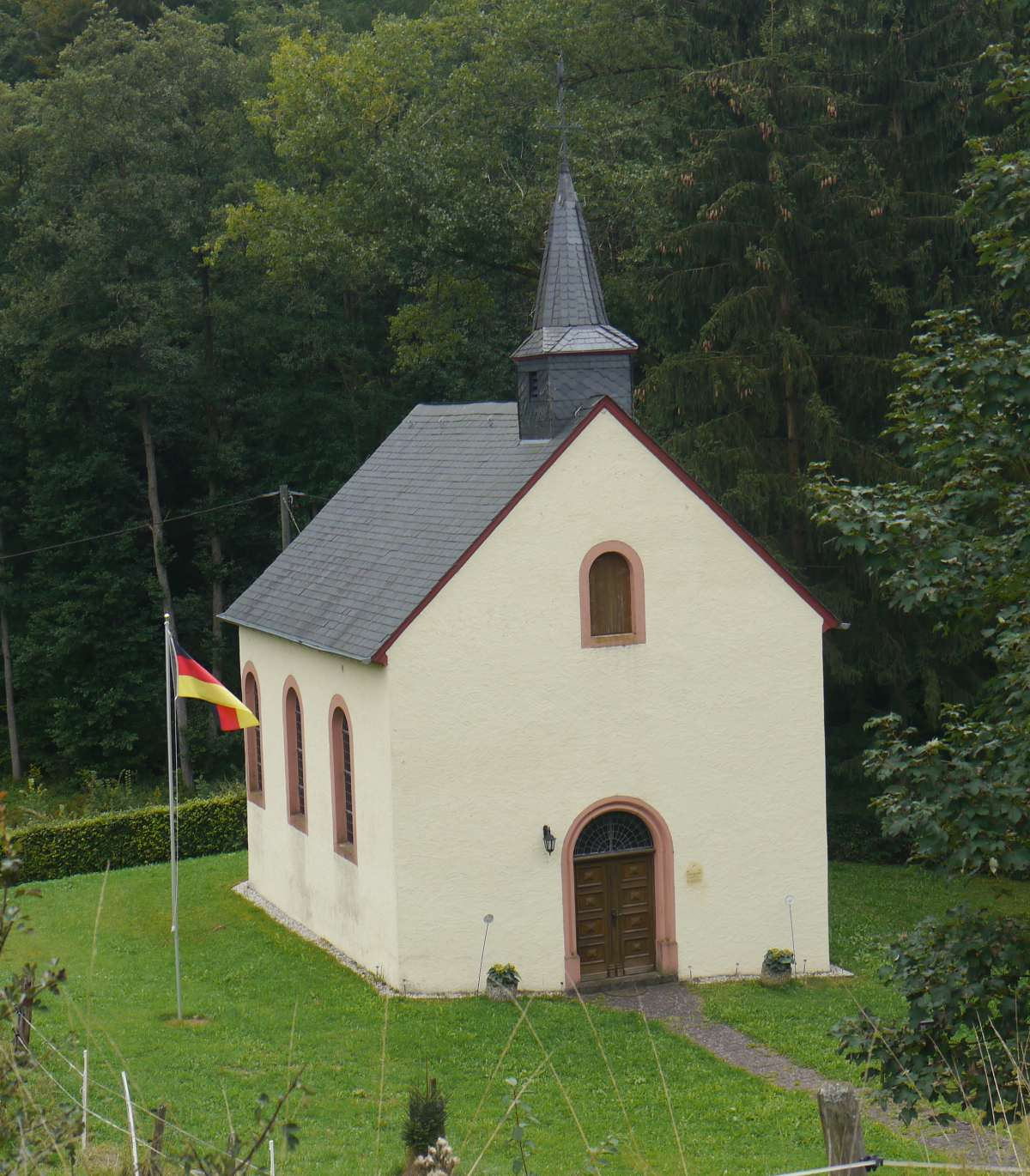
Wallesch-Kapelle, Dürrbach

### Kapelle
In Dürrbach befindet sich die Bruder-Klaus-Kapelle oder auch Wallesch-Kapelle genannt. Sie wurde in den Jahren 1892 und 1893 erbaut. Es handelt sich um einen dreiachsigen Saalbau mit Spitzhelmdachreiter im Jugendstil.

### Wegekreuze
In Dürrbach befinden sich zwei Wegekreuze. Zum einen ein kleines Schaftkreuz aus dem Jahre 1800, wenig nördlich des Ortes. Zum anderen ein Denkmal zum Totengedächtnis an den im Jahre 1872 verstorbenen königlichen Förster Nikolaus Schott, östlich von Dürrbach. Bemerkenswert ist die ungewöhnliche Bauform des Denkmals aus einem Sockel und einem turmartig zulaufenden Schaft. Das Relief besteht aus einem abgeknickten Baum. Auch das Fehlen von jeglichen religiösen Symbolen ist ungewöhnlich. Das Denkmal befindet sich in unmittelbarer Nähe zur Hertha-Quelle.
Siehe auch: Liste der Kulturdenkmäler in Seiwerath

### Naherholung
Das Dürrbachtal ist unter anderem der Ausgangspunkt für eine Wanderung zur Hertha-Quelle, dem Hochmoor bei Hersdorf und der Kaisereiche von Seiwerath. Weitere Highlights am Weg sind das Totengedächtnis für Nikolaus Schott sowie der Schönecker-Gemeindewald.
Siehe auch: Liste der Naturdenkmale in Seiwerath

## Wirtschaft und Infrastruktur

### Unternehmen
In Dürrbach wird ein Ferienhaus betrieben.

### Verkehr
Es existiert eine regelmäßige Busverbindung.
Dürrbach ist durch die Landesstraße 32 von Neustraßburg in Richtung Seiwerath erschlossen.